# Namíbia nos Jogos Olímpicos de Verão de 2012
A Namíbia participou nos Jogos Olímpicos de Verão de 2012, em Londres, no Reino Unido. O país estreou nos Jogos em 1996 e esta foi sua 6ª participação.

## Desempenho

### Boxe
| Atleta           | Evento | Fase de 32                | Oitavas              | Quartas              | Semifinais           | Final                |
| Atleta           | Evento | Adversário resultado      | Adversário resultado | Adversário resultado | Adversário resultado | Adversário resultado |
| ---------------- | ------ | ------------------------- | -------------------- | -------------------- | -------------------- | -------------------- |
| Jonas Matheus    | -56 kg | ITA V Parrinello D (7-18) | Não avançou          | Não avançou          | Não avançou          | Não avançou          |
| Mujandjae Kasuto | -75 kg | TJK S Nazarov V (16-10)   | HUN Z Harcsa         |                      |                      |                      |

### Tiro
Feminino
| Atleta            | Evento                | Qualificação | Qualificação | Final       | Final       | Posição |
| Atleta            | Evento                | Placar       | Posição      | Placar      | Total       | Posição |
| ----------------- | --------------------- | ------------ | ------------ | ----------- | ----------- | ------- |
| Gaby Ahrens Diana | Pistola de ar de 10 m | 59           | 22º          | Não avançou | Não avançou | 22º     |